# En plein air

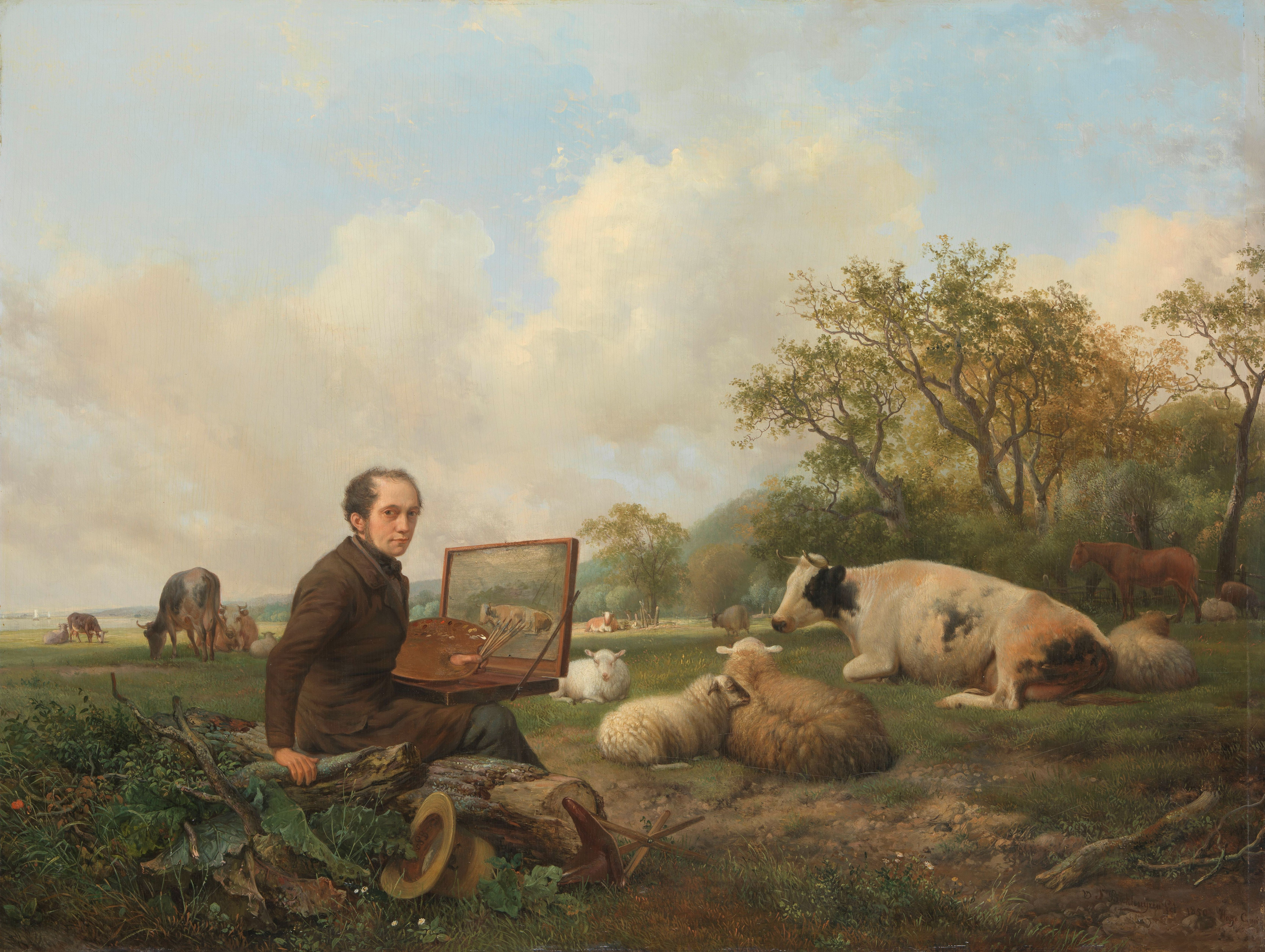
Hendrikus van de Sande Bakhuyzen: De schilder zelf, schilderend in een weidelandschap met vee. De schilder zit op een boomstam met palet en penselen in de hand en de schilderskist met het schilderij op zijn knieën. (1850)

Het schilderen en plein air (ook pleinairisme genoemd) is een in de landschapsschilderkunst gebruikte term voor direct, ter plaatse, in de vrije natuur op het doek vastleggen van het onderwerp, waarbij de nadruk ligt op spelen met het daglicht.  
Er werd weliswaar regelmatig buiten geschilderd met waterverf (aquarel), maar het schilderen met olieverf deed men voornamelijk in het atelier. De term en plein air wordt vooral, en zeker bij de School van Barbizon en haar navolgers, gebruikt voor het vervaardigen van een schilderij in olieverf, waarbij het doek van begin tot eind in de buitenlucht wordt bewerkt.
Het schilderen en plein air nam een hoge vlucht na de komst van de verftube. Zo kon op een eenvoudige wijze de schildersverf mee naar buiten worden genomen.
De term 'en plein air' wordt met name gebruikt ter aanduiding van een schilderstijl uit de tweede helft van de negentiende eeuw binnen het realisme, genrestukken en het impressionisme.
Bekende schilders die en plein air schilderden:
- Jules Bastien-Lepage
- Anna Boch
- Isidore Verheyden
- Isaac Israëls

Bekende scholen van schilders die en plein air schilderden:
- Genkse School
- Haagse School
- Kalmthoutse School
- Kunstenaarskolonie van Nagybánya
- School van Barbizon
- School van Tervuren
- Skagenschilders